# پلنگ (فیلم ۱۹۱۸)
پلنگ (به انگلیسی: The Leopard) یک فیلم صامت مجارستانی به کارگردانی آلفرد دیشی است، که در سال ۱۹۱۸ منتشر شد. از بازیگران آن می‌توان به بلا لاگوسی و ایلا لوت اشاره کرد.